# Première enceinte de Louvain
La première enceinte de Louvain réalisée en pierre et non en pieux de bois date du milieu du XIIe siècle.
Remplacée par une nouvelle enceinte au XIVe siècle, elle ne fut que partiellement détruite et on en conserve encore une demi-douzaine de vestiges.

## Historique

### Construction
Durant le haut Moyen Âge, Louvain était défendue par une enceinte primitive constituée probablement d'une clôture en pieux allant du Marché aux pommes de terre jusqu'à la rue de Redingen, l'autre partie du périmètre étant protégée par un bras de la Dyle qui constituait une défense naturelle.
Au XIIe siècle, la ville acquit une grande prospérité et devint la résidence permanente du comte de Louvain et Bruxelles, ce qui rendit nécessaire l'érection de nouvelles fortifications.
Le comte Godefroid III de Louvain accorda aux habitants de Louvain l'autorisation d'entourer leur ville d'une 
enceinte fortifiée, moyennant une redevance annuelle.
Une enceinte en pierre fut donc érigée durant la période 1156-1165. 
En 1233, le comte Henri Ier, successeur de Godefroid III,  affranchit les habitants de Louvain du paiement de la redevance annuelle.

### Désaffectation
En 1357, une seconde enceinte fortifiée fut construite, ce qui entraîna la désaffectation de la première enceinte.
Celle-ci ne fut cependant pas détruite et de nombreux vestiges en ont été conservés grâce au fait que la Ville a loué des tours et des murs comme entrepôts à des habitants, tandis que d'anciennes douves furent utilisées comme jardin.
L'administration communale a même continué de prendre soin de la première enceinte après l'édification de la nouvelle enceinte : la plupart des portes furent restaurées en 1363 et, en 1409, les deux bourgmestres furent chargés de faire restaurer les portes et les remparts intérieurs.
Des redevances ont continué à être payées par les locataires de ces vestiges jusqu'au XVIIIe siècle mais les riverains les ont incorporés dans leurs propriétés après la Révolution française.
Les portes de ville furent cependant toutes détruites à la fin du XVIIIe siècle ou au début du XIXe siècle.

## Description générale

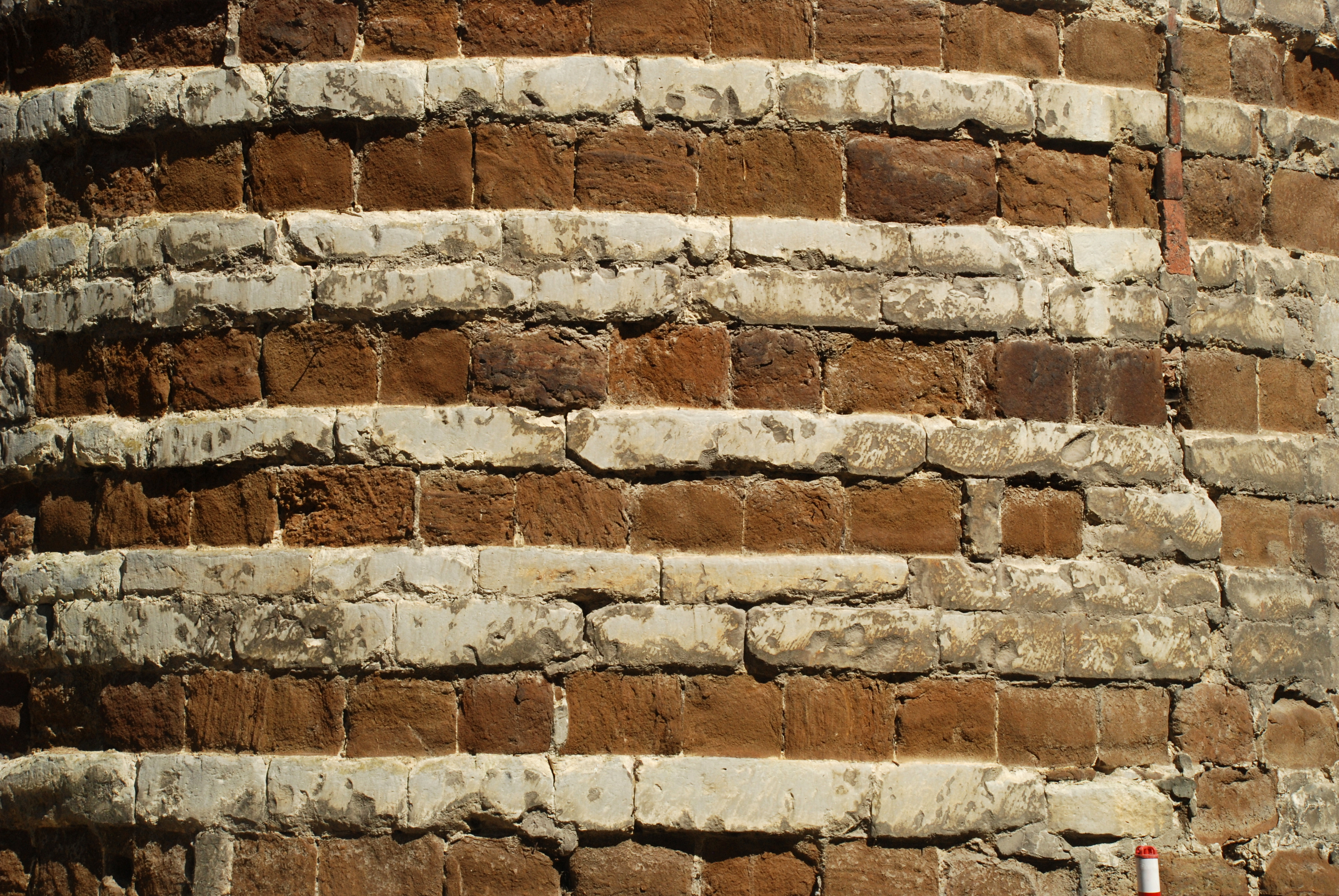
Bandeaux alternés de grès clair et de grès brun sur une des tours situées sur le terrain des hôpitaux universitaires.

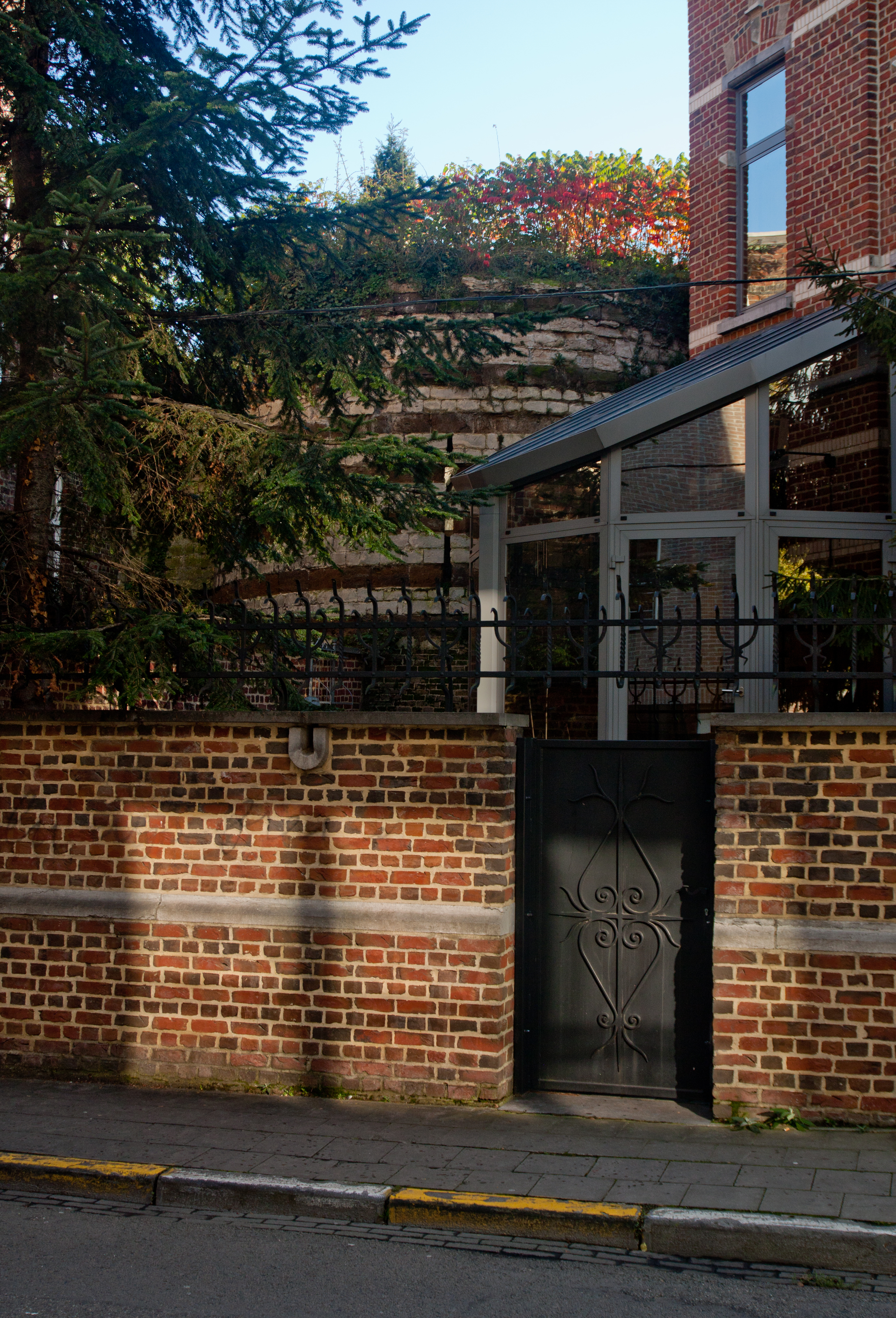
Karel van Lotharingenstraat.

La muraille plus ou moins circulaire avait l'église Saint-Pierre comme centre.
Elle était longue d'environ 2 700 mètres et comportait 31 tours et 11 portes en pierre.
Aux endroits où la Dyle entrait et sortait de la ville se dressaient deux portes spéciales constituées d'un pont flanqué de tours de défense : ces deux portes (waterpoorten) étaient situées respectivement à hauteur de l'ancien Hollandcollege (devenu Paridaensinstituut) et de l'abbaye Sainte-Gertrude (Sint-Geertruiabdij).
Le matériau utilisé était du grès extrait des carrières de Diegem et de Zaventem, combiné à du grès ferrugineux, utilisé pour les bandeaux de pierre horizontaux et l'encadrement des baies.
Le mur, d'une épaisseur d'1,70 m, repose sur une série d'arcades de fondation. Côté intra-muros, une série continue d'arcs cintrés supportent le chemin de ronde large de 90 cm. Le mur est percé de meurtrières réduites côté extra-muros à une fine ouverture de 90 cm de haut et 5 cm de large.

## Principaux vestiges
Louvain conserve des vestiges de son premier mur d'enceinte en six endroits répartis sur un demi-cercle allant du nord (rue Charles de Lorraine / Karel van Lotharingenstraat) au sud de la vieille ville (parc Saint-Donat) en passant par l'ouest (Handbooghof, hôpitaux universitaires, tours Jansenius et Juste Lipse, Redingenstraat).

### Rue Charles de Lorraine
La rue Charles de Lorraine (Karel van Lotharingenstraat) conserve deux vestiges du mur d'enceinte :
- dans le jardin du n° 14, une tour isolée, visible depuis la rue ;
- derrière les maisons n° 18, 20, 22 en 24, un fragment de mur d'environ 30 mètres de long qui sert de mur de séparation entre les parcelles (mur partiellement visible de la rue dans le jardin du n° 20).

### Handbooghof
Située à l'ouest du périmètre de l'enceinte, à deux pas de la Brusselsestraat (rue de Bruxelles), la ruelle appelée Handbooghof (cour ou jardin de l'Arc) conserve deux tours et un fragment de mur long d'environ 70 mètres, avec 23 arcs de fondation visibles.
À cet endroit, qui servait de terrain d'exercice à la corporation des archers ou guilde de Saint-Sébastien, la Dyle faisait office de douve.
Les tours présentent des bandeaux alternés de grès clair et de grès brun (grès ferrugineux) ainsi que quelques archères. Le mur est abîmé en plusieurs endroits par des baies percées à une époque postérieure à l'époque médiévale.
Ces vestiges sont classés comme site depuis le 30 octobre 1945,.
|  |  |  |  |

### Hôpitaux universitaires
Le terrain des hôpitaux universitaires Saint-Pierre et Saint-Raphaël conserve deux vestiges auxquels on peut accéder par le n° 69 de la rue de Bruxelles (Brusselsestraat) :
- une tour[3], isolée sur un parking situé entre les deux cliniques, présentant une superbe maçonnerie de bandeaux alternés de grès clair et de grès brun ;
- plus au sud, vers la rue des Frères Mineurs (Minderbroedersstraat), un mur de 40 mètres de long, partiellement intégré à un mur de séparation, et un fragment de tour sur lequel un pavillon de jardin fut bâti en briques au XVIIIe siècle[6], avec des baies de style classique flanquées de pilastres.

|  |  |  |  |

### Waterpoort: tours Jansenius et Juste Lipse
La Dyle franchissait le rempart pour entrer dans la ville entre la Minderbroedersstraat (rue des Frères Mineurs) et la rue Jansenius.
À cet endroit se dressait une porte (Waterpoort) composée d'un pont de briques (disparu au XVIe siècle) et de deux tours de défense : 
- la tour Juste Lipse sur la rive gauche (au sud du collège du même nom)
- la tour Jansenius sur la rive droite (à l'arrière de l'ancien Hollandcollege, devenu Paridaensinstituut, rue Jansenius).

La tour Jansenius est classée comme monument historique depuis 1964, avec le fragment de mur attenant et trois arcades.
|  |  |  |

### Courtine de la rue de Redingen
La porte de Redingen tenait son nom du manoir de la famille de Redingen, l'une des sept tribus patriciennes de Louvain.
Elle fut détruite en 1770 mais un fragment de mur long de 30 mètres se dresse encore dans la cour de l'ancienne école  Saint-Antoine, rue de Redingen.
Cette courtine présente des meurtrières disposées à intervalles réguliers, dont certaines sont murées.
Le niveau inférieur, de couleur plus sombre, est en fait le niveau des fondations du mur d'enceinte : les arches visibles sont les arches des fondations qui étaient jadis enterrées.
Le petit pont en brique, grès et grès ferrugineux qui franchit la Dyle à hauteur de l'école aurait été construit avec des matériaux récupérés du mur d'enceinte ou de la porte de Redingen.
|  |  |  |

### Parc Saint-Donat
Situé au sud de l'église Saint-Michel, entre la rue de Namur (Naamsestraat) et la rue de Tirlemont (Tiensestraat), le parc Saint-Donat (Sint-Donatuspark) abrite deux tours et un fragment de mur d'environ 135 m de long et 3 m de haut. Ces vestiges sont classés comme monument depuis le 1er mars 1978 et ont été restaurés en 2015.
Ces tours présentent également, comme celles du Handbooghof et des hôpitaux universitaires, des bandeaux alternés de grès clair et de grès brun, plus importants sur la tour orientale.
On distingue sur la tour occidentale les vestiges d'une fenêtre aux piédroits harpés et au linteau monolithe à arc en mitre (ou en bâtière) réalisés en grès ferrugineux.
Des meurtrières sont également visibles sur les deux tours.
|  |  |  |  |